# Rose Cohen

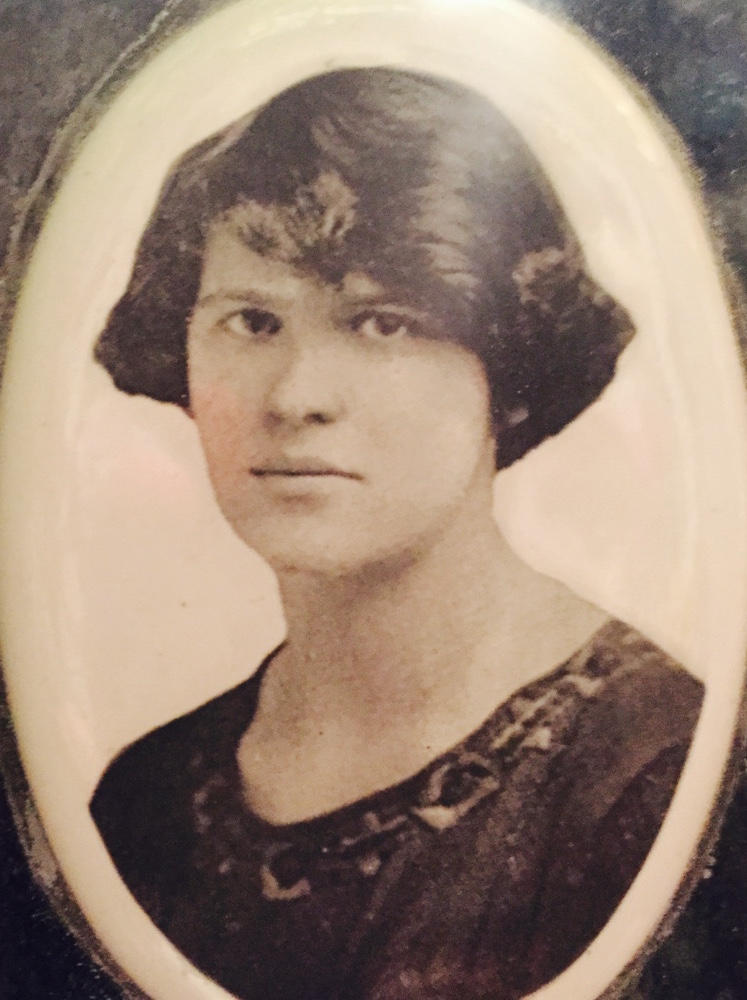
Rose Cohen, Jahr unbekannt

Rose Cohen (geboren 30. Juni 1894 in London; gestorben 28. November 1937 in Moskau, Russland) war eine britische Feministin und Suffragette. Sie war Gründungsmitglied der Kommunistischen Partei Großbritanniens (CPGB) und arbeitete von 1920 bis 1929 für die Kommunistische Internationale. Zwischen 1931 und 1937 war Cohen als Redakteurin bei The Moscow News tätig. Sie wurde während der Großen Säuberung unter Stalin hingerichtet und 1956 postum rehabilitiert.

## Leben

### Frühe Jahre
Rose Cohen wurde 1894 im Londoner East End als Tochter einer Familie jüdischer Einwanderer aus Lodz, Polen, geboren. Ihr Vater Maurice Cohen war Schneider und leitete ein eigenes, erfolgreiches Unternehmen. Durch den Arbeiter-Bildungs-Verein wurde Cohen in Wirtschaft und Politik geschult, sie beherrschte drei Sprachen. Für die Tochter von Einwanderern galt dies zu jener Zeit als ungewöhnliche Leistung. Cohen schloss sich in den 1910er-Jahren einer Suffragetten-Bewegung in Großbritannien an und setzte sich für die Ausweitung von Frauenrechten sowie das Wahlrecht ein. Bis 1916 hatte der britische Geheimdienst sie unter Beobachtung. Abschriften von abgefangenen Briefen und Telefonaten wurden 2003 öffentlich zugänglich gemacht.
Ihre Ausbildung ermöglichte es Cohen, einen Job beim London County Council zu bekommen, wo sie bis 1917 arbeitete, und später im Labour Research Department, das sie 1920 verließ. Gegen Ende des Ersten Weltkriegs wurde die Abteilung zum Zentrum der jungen linken Intellektuellen. In seinen Memoiren schrieb der englische Sozialist und Christ Maurice Reckitt, dass Cohen „viel Lebendigkeit und Charme hatte … und wahrscheinlich das beliebteste Individuum in unserer kleinen Bewegung war...“. 1920 wurde sie Gründungsmitglied der CPGB.
Zeitgenossen beschrieben Cohen als lebendig, intelligent, gebildet und schön. Alle Männer, die sie kannten, sprachen von ihrem Lächeln, sagten aber, dass „sie sich ihrer magischen Qualität nicht bewusst sei“.

### Arbeit für die Komintern
Anfang der 1920er-Jahre bereiste Cohen als Mitglied der Komintern die Welt. Ihr wurden geheime Missionen zugewiesen, zu denen auch die Übermittlung von Botschaften und der Transfer von Geld an kommunistische Parteien gehörten. In den Jahren 1922–1923 verbrachte sie lange Zeit in der Sowjetunion und reiste auch nach Finnland, Deutschland, Litauen, Estland, Lettland, in die Türkei, nach Frankreich, Norwegen, Schweden und Dänemark. Als Kurier der Komintern überwies Cohen große Geldbeträge an die kommunistischen Parteien dieser Länder.
1925 arbeitete Cohen in der sowjetischen Botschaft in London und verbrachte auch mehrere Monate in Paris auf einer geheimen Mission für die Komintern und verwaltete große Summen für die Kommunistische Partei Frankreichs. In dem Jahr traf sie David Petrovsky, den sie später heiratete.

### Leben in Moskau
1927 kam Cohen auf Anweisung des Zentralkomitees der Kommunistischen Partei Großbritanniens nach Moskau. Im selben Jahr trat sie der WKP(B) bei. Anfang 1929 heiratete Cohen David Petrovsky, im Dezember kam ihr Sohn Alexey (Alyosha) zur Welt. Im selben Jahr war sie zuvor noch nach China, Japan, Polen und Deutschland gereist, um für die Komintern zu arbeiten. 1930 schrieb sich Cohen an der Internationalen Leninschule der Komintern ein. Ab 1931 war sie Angestellte und später Leiterin des Auslandsressorts sowie Herausgeberin von The Moscow News.
Cohen und Petrovsky galten als das „goldene Paar der Expatriates in Moskau“, ihre Wohnung wurde zu einem Salon für die ausländische Gemeinschaft.

### Opfer von Stalins Terror
David Petrovsky war sich der Gefahr bewusst, die in der Sowjetunion nach der Ermordung von Sergej Kirow im Jahr 1934 aufkam, jenem Attentat, das als Katalysator für die Große Reinigung diente.
Im Sommer 1936 ging Cohen nach London, durfte aber nicht mit ihrem Sohn reisen, also blieb er in Moskau zurück. In jener Zeit plante David Petrovsky eine Geschäftsreise nach Amerika und erhielt eine Genehmigung dafür. Es scheint, dass die Familie gehofft hat, ihre Reise als Gelegenheit zu nutzen, um das Land zu verlassen und der Repression zu entkommen. Allerdings hatten sie es versäumt, ein Ausreisevisum für ihren Sohn zu bekommen, und weil sie nicht bereit waren, ohne ihn zu gehen, blieben sie in der Sowjetunion.
Im März 1937 wurde David Petrovsky verhaftet, Rose Cohen wurde aus der Kommunistischen Partei Russlands ausgeschlossen. Am 13. August wurde sie in Moskau verhaftet und als britische Spionin beschuldigt.
Sie wies alle Vorwürfe bis zum 29. Oktober 1937 zurück. Eine geschlossene Gerichtsverhandlung begann am 28. November. Cohen erhielt keinen Zugang zu Verteidigern oder Zeugen, „gemäß dem Gesetz vom 1. Dezember 1934“. In ihrer Schlusserklärung plädierte sie für nicht schuldig. Das Urteil erging jedoch zwanzig Minuten nach Beginn des Gerichtsverfahrens und erklärte Cohen für schuldig. Am selben Tag wurde sie erschossen.
David Petrovsky wurde am 10. September 1937 erschossen.

### Die Reaktion Großbritanniens
Nachdem sie von Cohens Verhaftung erfahren hatten, appellierten die kommunistischen Führer Großbritanniens Harry Pollitt und Willie Gallacher an den Generalsekretär des Exekutivausschusses der Kommunistischen Internationale, Georgi Dimitroff, jedoch wurde ihnen signalisiert, sie sollen sich nicht einmischen. Infolgedessen hat die Kommunistische Partei Großbritanniens keinen Protest eingereicht und unterstützte den Protest der linken Sozialisten nicht, der über einen Brief von Maurice Reckitt eingeleitet wurde.
Die britische Regierung leugnete die Gerüchte nicht, dass Cohen die sowjetische Staatsbürgerschaft angenommen hatte und zum Zeitpunkt ihrer Verhaftung Bürgerin der Sowjetunion gewesen war. Aufzeichnungen belegen, dass Cohen nicht eingebürgert wurde und bis zu ihrem Tod britische Staatsbürgerin blieb. Der Protest der britischen Botschaft verspätete sich und wurde erst im April 1938 offiziell ausgesprochen.

### Politische Rehabilitation und Familie
Nach dem XX. Parteitag der KPdSU legte Cohens Sohn Alexey D. Petrovsky Berufung ein, um ihren Fall überprüfen zu lassen. Am 8. August 1956 hob das Militärkollegium des Obersten Gerichts der Sowjetunion das Urteil vom 28. November 1937 gegen Cohen auf. Alle Anklagepunkte wurden fallengelassen. Rose Cohen wurde postum als Opfer politischer Repressionen rehabilitiert.
Cohen und David Petrovsky hatten einen gemeinsamen Sohn Alexey D. Petrovsky (1929–2010), der in Geologie und Mineralogie promoviert hatte und Mitglied der Russischen Akademie der Naturwissenschaften war. Ihr Enkel, Michael A. Petrovsky, ist promovierter Physiker und Mathematiker.